# آنخل هررو (بازیکن فوتبال، زاده ۱۹۴۲)
آنخل هررو (انگلیسی: Ángel Herrero; ۱ مارس ۱۹۴۲ – ۱۲ ژانویهٔ ۲۰۱۴) بازیکن فوتبال اهل اسپانیا بود.
از باشگاه‌هایی که در آن بازی کرده‌است می‌توان به باشگاه فوتبال راسینگ سانتاندر، باشگاه فوتبال رایو وایکانو، باشگاه فوتبال رئال مادرید، باشگاه فوتبال رئال مادرید کاستیا، و باشگاه فوتبال اسپورتینگ خیخون اشاره کرد.